# Mai plou a Califòrnia
Mai plou a Califòrnia (títol original en anglès, Palm Trees and Power Lines) és una pel·lícula dramàtica estatunidenca de 2022 dirigida per Jamie Dack en el seu debut com a directora, basada en el seu curtmetratge homònim del 2018. El guió de Dack i Audrey Findlay és d'una història de Dack. La pel·lícula és protagonitzada per Lily McInerny com una adolescent desconnectada que entra en una relació amb un home (Jonathan Tucker) que li dobla edat. S'ha doblat i subtitulat al català.
La pel·lícula es va estrenar al 38è Festival de Cinema de Sundance el 24 de gener de 2022, on Dack va guanyar el premi de direcció de la competència dramàtica dels EUA. Es va estrenar a una selecció limitada de sales i, també, a la carta el 3 de març de 2023. La pel·lícula va rebre crítiques positives i va obtenir quatre nominacions als 38ns Premis Independent Spirit, inclosa la millor primera pel·lícula.